# 오토기리소우
《오토기리소우》(弟切草, Otogiriso)는 일본에서 제작된 시모야마 텐 감독의 2001년 공포 영화이다. 오키나 메구미 등이 주연으로 출연하였고 하라 마사토 등이 제작에 참여하였다.
이 영화는 비주얼 노벨 오토기리소우에 기반을 두고 있다.

## 출연

### 주연
- 오키나 메구미
- 사이토 요이치로
- 마츠오 레이코

### 조연
- 오오쿠라 코지
- 미노루

## 기타
- 원작자: 나가사카 슈우카
- 미술: 이소가이 토시히로